# Tirachoidea westwoodii
Tirachoidea westwoodii är en insektsart som först beskrevs av James Wood-Mason 1875.  Tirachoidea westwoodii ingår i släktet Tirachoidea och familjen Phasmatidae. Inga underarter finns listade i Catalogue of Life.